# Yakky Doodle

Început

Yakky Doodle este un personaj de desene animate creat de Hanna-Barbera ca un segment din Ursul Yogi. Numele lui Yakky se referă la Yankee Doodle. Vocea lui Yakky Doodle a fost înregistrată de Jimmy Weldon, a cărui voce este similară cu Donald Duck. Yakky Doodle este o rățușcă galbenă antropotizată care trăiește cu prietenul său, Chopper bulldogul. Yakky are doi dușmani, Flibber vulpea și răufăcătorul Alfy Gator. Prototipul lui Yakky a fost Micuțul Rățoi, un personaj secundar din Tom și Jerry.

## Personaje cunoscute
În desenele animate cu Yakky își mai fac apariția diverse personaje secundare, printre care:
- Chopper, cel mai bun prieten al lui Yakky, un bulldog alb.
- Flibber, cel mai mare inamic al lui Yakky, o vulpe roșie.
- Alfy, al doilea inamic al lui Yakky, un crocodil. Motivul pentru care Alfy vrea să îl prindă pe Yakky este că doctorul i-a recomandat rață la grătar.
- Pisica, un compartenent al lui Flibber, care ca și acesta vrea să îl prindă pe Yakky.